# Odontophorus stellatus
El corcovado estrellado (Odontophorus stellatus) es una especie de ave de la familia Odontophoridae. Se encuentra en Bolivia, Brasil, Ecuador y Perú.

## Hábitat
Su hábitat natural son los bosques húmedos tropicales de tierras bajas de la Amazonia, por debajo de los 1000 m de altitud.

## Descripción
Mide entre 24 y 27 cm de longitud. Tiene una cresta alargada rojiza en el macho y color castaño en la hembra; presenta anillo ocular de piel desnuda amarilla; la nuca, la cara, la garganta y el dorso son grises, con márgenes castaños en el dorso; la grupa es de color ante y la cola negruzca; las alas son pardas con puntos blancuzcos en las coberteras, barras negruzcas en las plumas del vuelo y puntos negros en las escapulares; las partes inferiores son rojizas rufas, con estrías en forma de estrellas blancas en el pecho y el vientre con tonos pardos y barrado negruzco. Su canto es koo-ko’o’o’o’o’o…